# Comtat d'Armagh

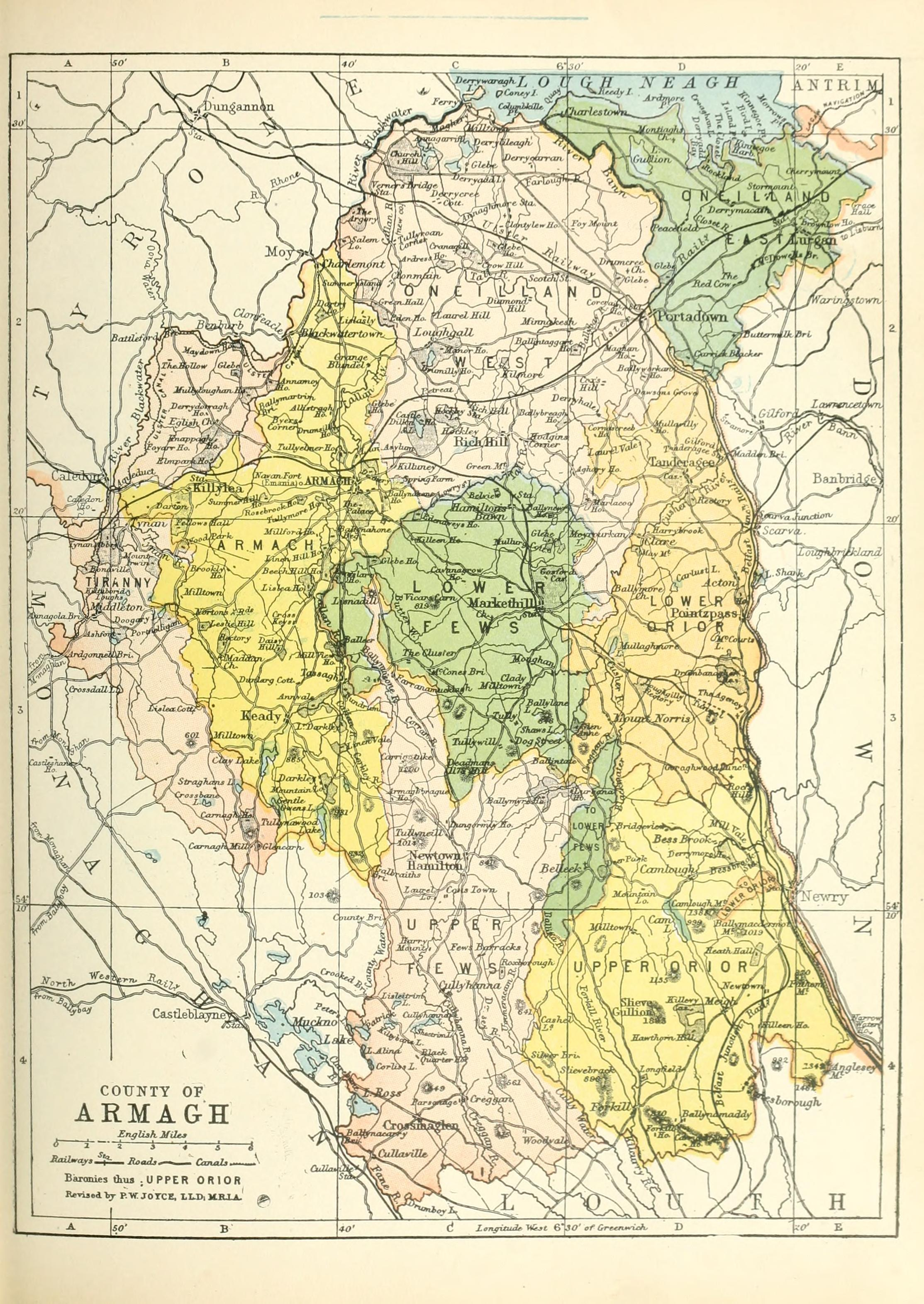
Les Baronies del comtat d'Armagh (1900)

El comtat d'Armagh (gaèlic Ard Mhacha, d'ard "alt" i Mhacha, nom d'una divinitat cèltica) és un dels sis comtats d'Irlanda que formen part d'Irlanda del Nord. Limita al nord amb el Lough Neagh, a l'est amb el comtat de Down, al sud amb el comtat de Louth a la República d'Irlanda i a l'oest amb el comtat de Tyrone i el comtat de Monaghan.

## Geografia
El riu Blackwater fa de frontera amb el comtat de Tyrone. El riu Bann creua Armagh de nord a est, fins a desembocar al llac Neagh. Les muntanyes del comtat són les Silver Guillion, Carrigatuke i Camlough. Hi ha també nombroses illes a la zona del llac Neagh, com les illes de COney, Padian o Derrywarragh.

## Divisió administrativa
Els britànics l'han dividit en tres districtes:
- Districte d'Armagh
- Districte de Newry i Mourne
- Districte de Craigavon

## Baronies
- Armagh
- Fews Lower
- Fews Upper
- Oneilland East
- Oneilland West
- Orior Lower
- Orior Upper
- Tiranny

## Ciutats i viles
- Newry (una part es troba al Comtat de Down)
- Craigavon, inclou:
  - Lurgan
  - Portadown
- Armagh
- Bessbrook
- Keady
- Richhill
- Tandragee
- Crossmaglen
- Markethill
- Mullavilly/Laurelvale
- Poyntzpass
- Acton
- Annaghmore
- Annahugh
- Aughanduff
- Ardress
- Ballymacnab
- Bannfoot
- Belleeks
- Blackwatertown
- Bleary
- Broomhill
- Camlough
- Clonmore
- Charlemont
- Cladymore
- Creggan
- Cullaville
- Cullyhanna
- Darkley
- Derryadd
- Derryhale
- Derrymacash
- Derrymore
- Derrynoose
- Derrytrasna
- Dromintee
- Drumnacanvy
- Edenaveys
- Forkill
- Hamiltonsbawn
- Jonesborough
- Killean
- Killylea
- Kilmore
- Lislea
- Lisnadill
- Loughgall
- Loughgilly
- Madden
- Maghery
- Meigh
- Middletown
- Milford
- Mountnorris
- Mullaghbawn
- Mullaghbrack
- Mullaghglass
- Newtownhamilton
- Scotch Street
- Silverbridge
- Tartaraghan
- Tynan
- Whitecross

## Personatges il·lustres
- Ian Paisley
- Seamus Mallon
- Frank Aiken
- Brian Boru

## Galeria d'imatges

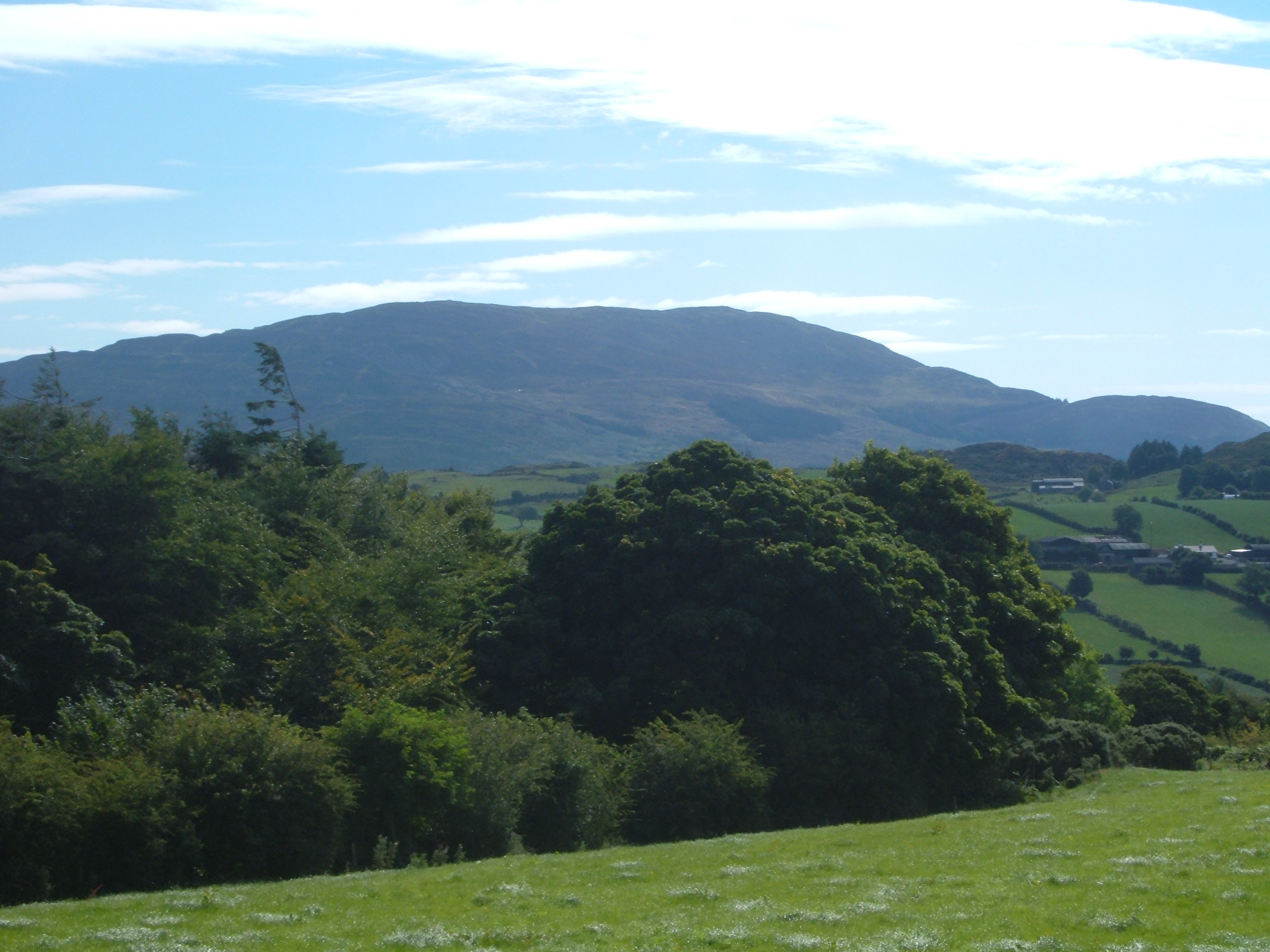
Vista de Slieve Gullion
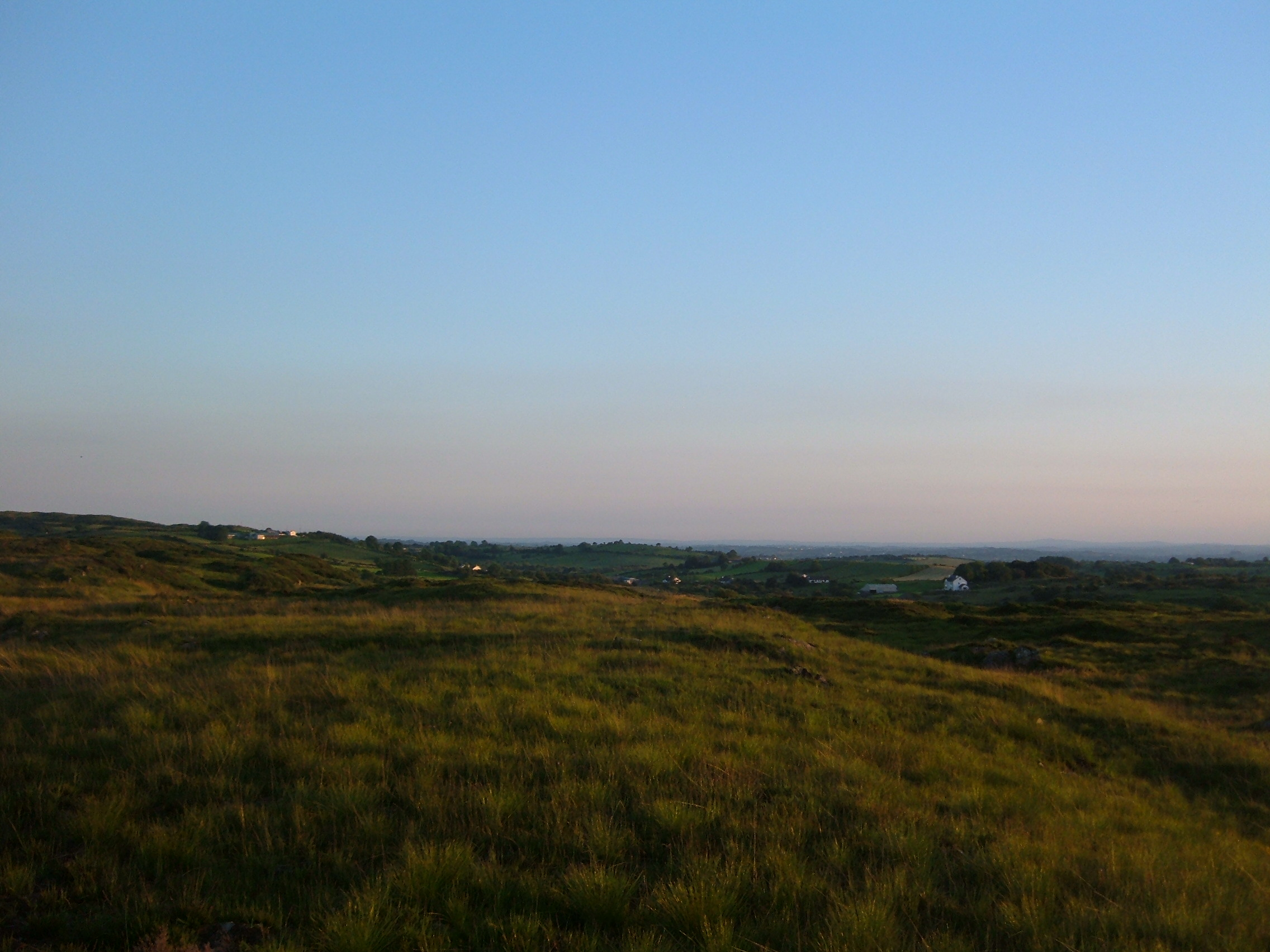
South Armagh
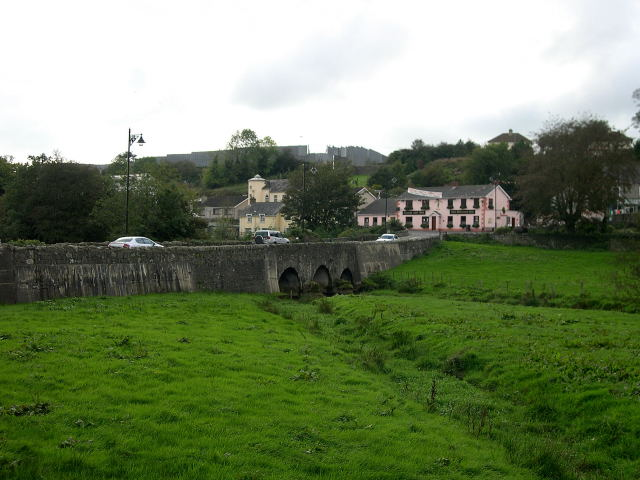
Forkhill
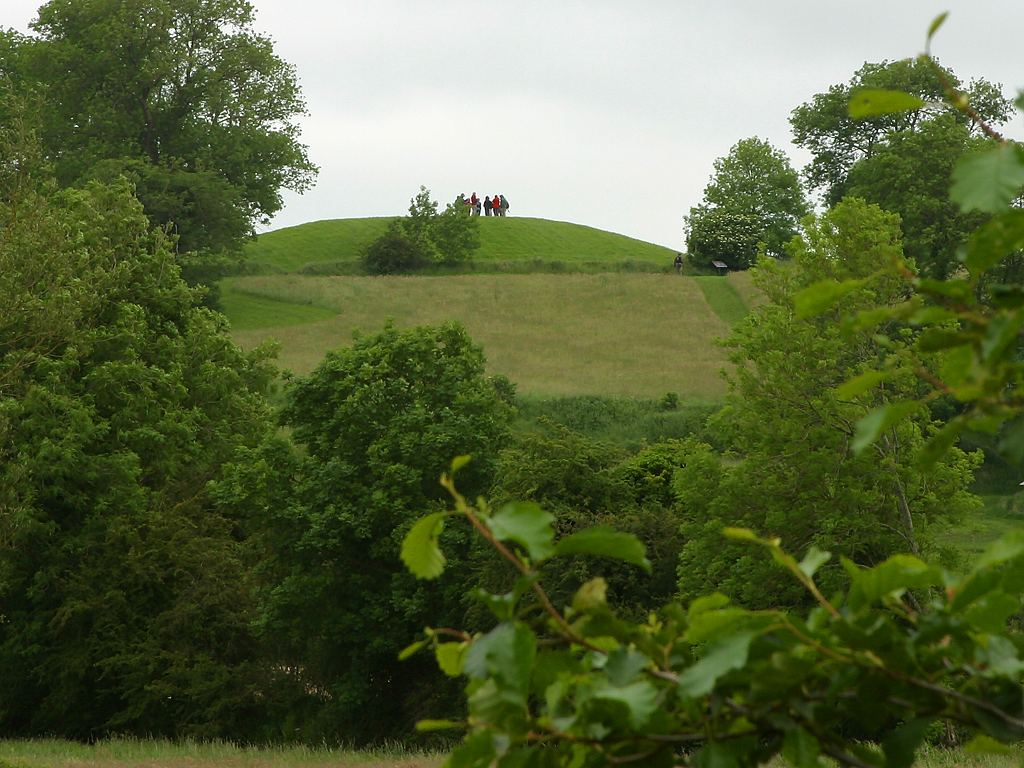
Emain Macha
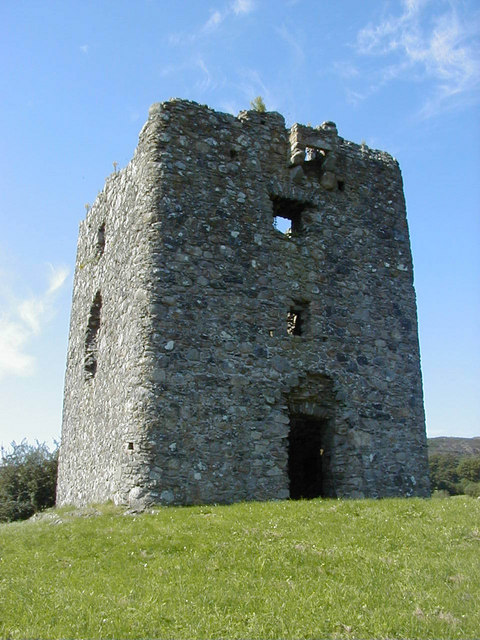
Castell de Moyry
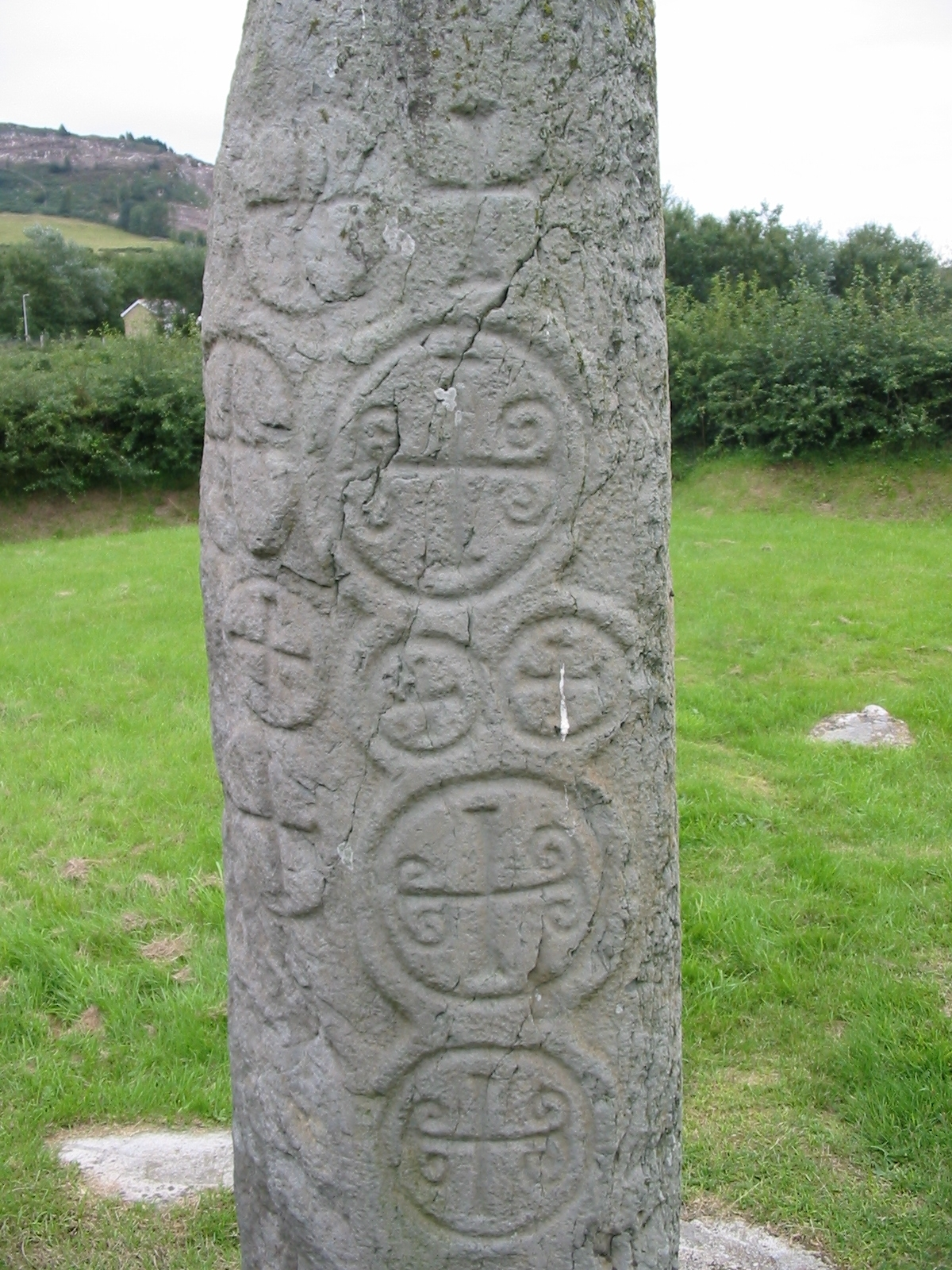
Pedra de Killnasaggart Stone, 700 aC
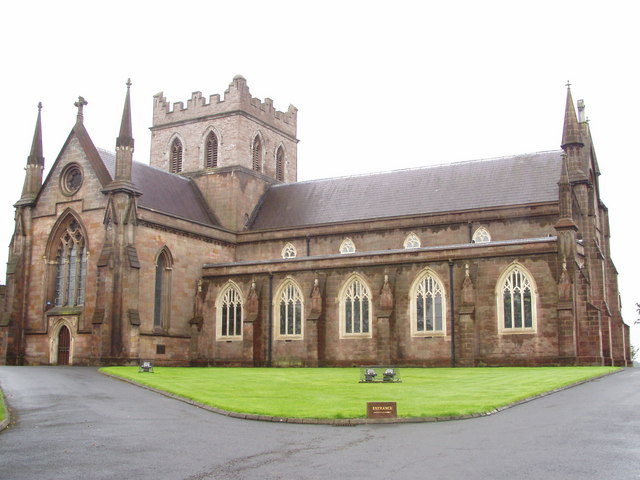
Catedral presbiteriana de Sant Patrici
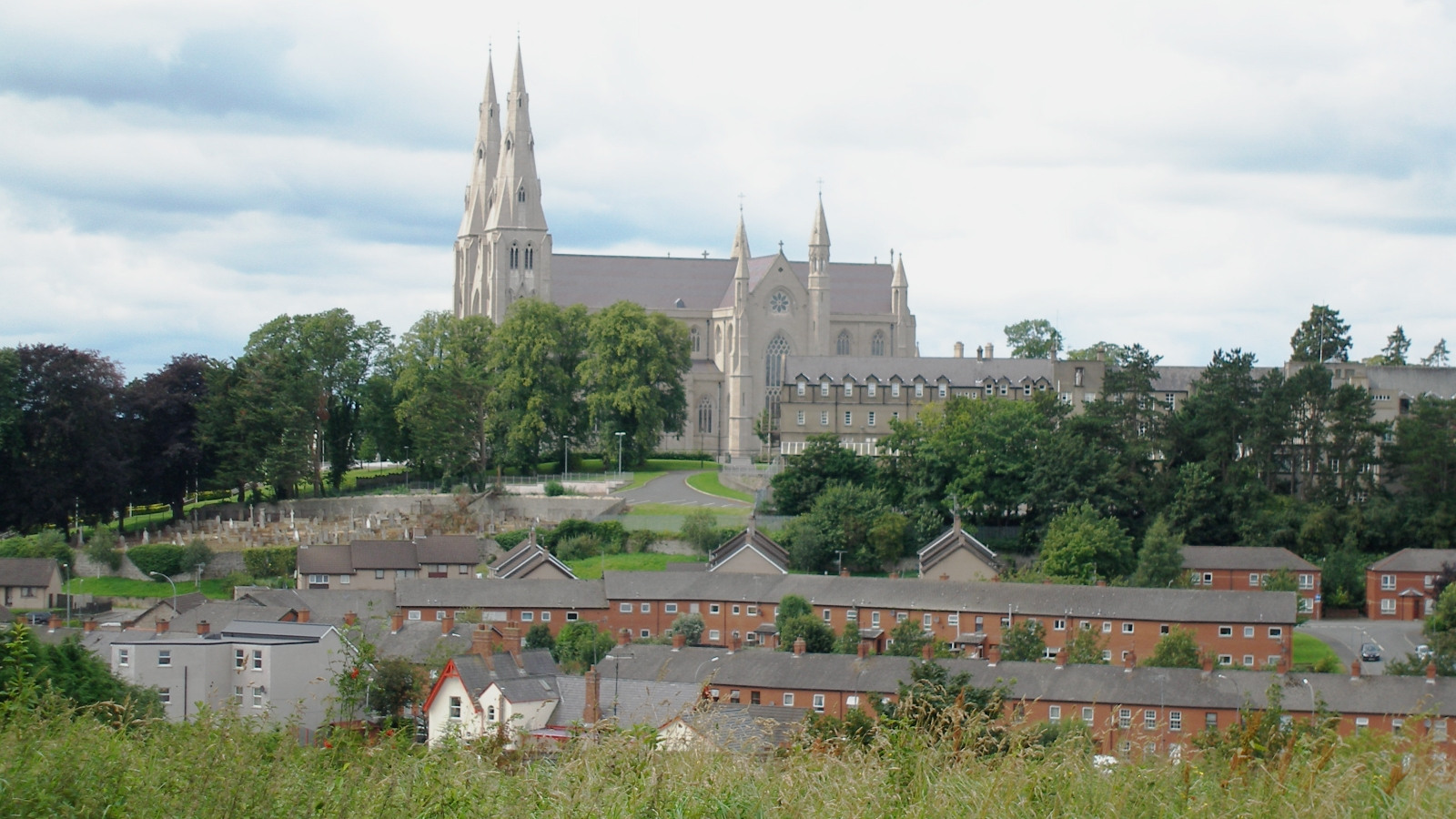
Armagh
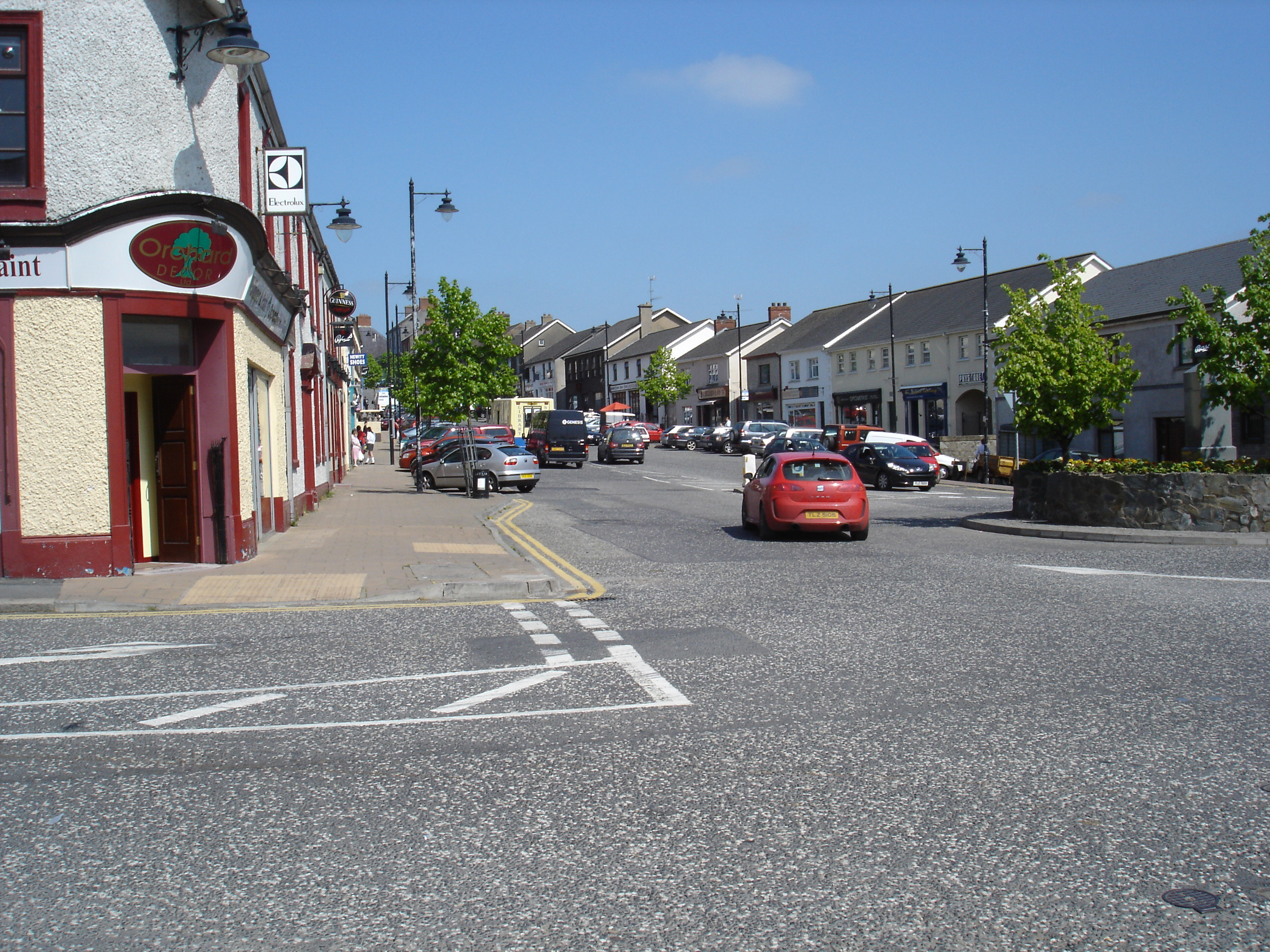
Vila de Markethill
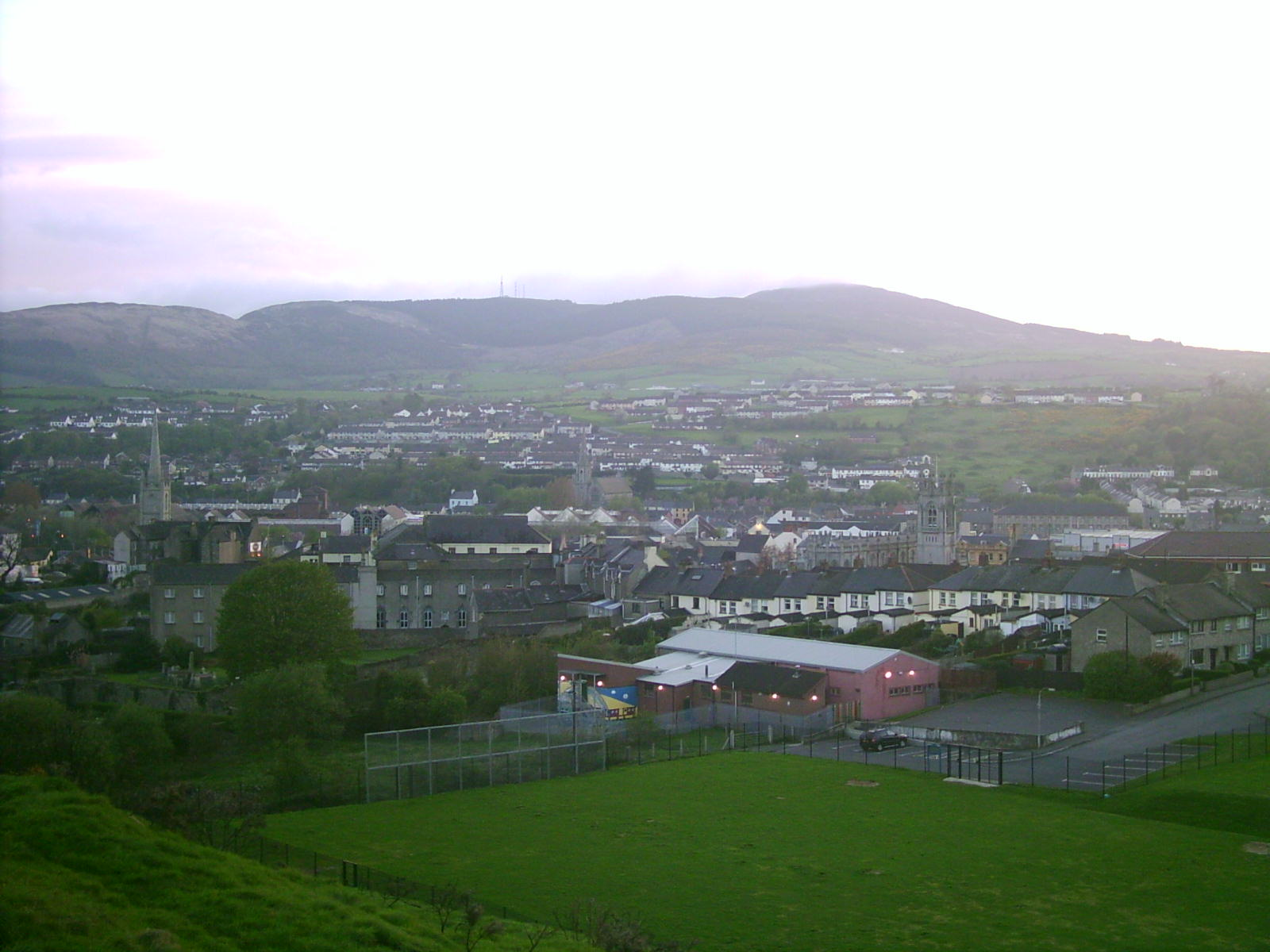
La part de Newry al comtat d'Armagh
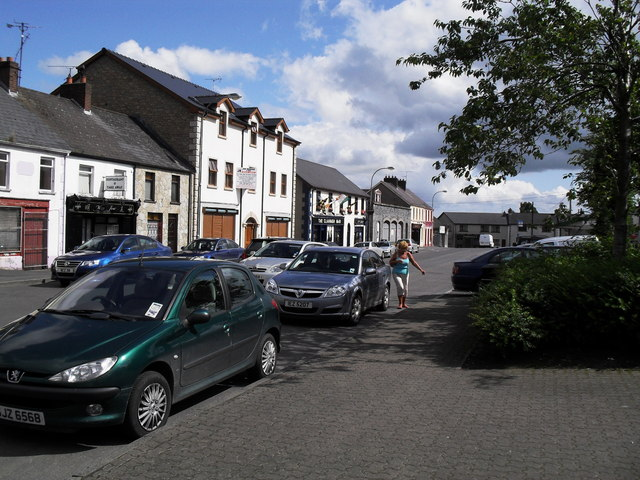
Plaça Cardenal O'Fiach a Crossmaglen
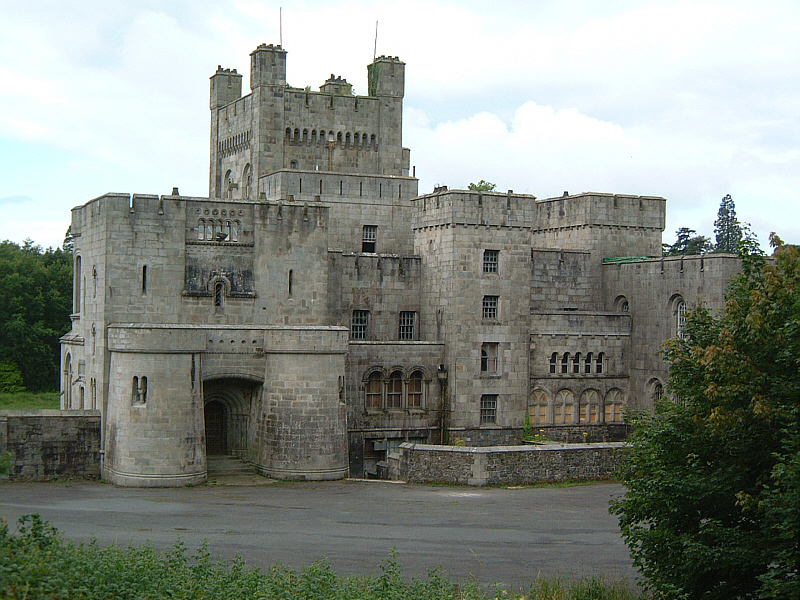
Castell de Gosford, vora Markethill